# Bencze Lajos (erdőmérnök)
Bencze Lajos (Érsekújvár, 1912. augusztus 15. – Sopron, 2007. július 24.) magyar erdőmérnök, vadbiológus, a soproni Erdészeti és Faipari Egyetem (ma: Soproni Egyetem) egyetemi tanára.

## Életútja
A felvidéki Érsekújvárban született, édesapja Érsekújvár városának volt erdésze 40 évig. Az érsekújvári állami reálgimnázium magyar tanítási nyelvű tagozatán érettségizett.
Felsőfokú tanulmányait a Brnói Agrártudományi Főiskola Erdőmérnöki Karán folytatta, ahol 1936-ban abszolvált. Kétévi erdőrendezési gyakorlati tevékenység után az erdőmérnöki oklevelet 1939. június 26-án, már Sopronban szerezte meg.
Gyakorlati szakmai tevékenységet igazgatási-erdőfelügyelőségi munkakörben (Léva), majd üzemi beosztásokban folytatta előbb, mint beosztott mérnök (Szarvasháza - Ždenova), később, mint erdőhivatal-vezető, illetve erdőgondnok (Kisilva, Mezőhegyes). A háborús években és azt követően 5 évig Budapesten minisztériumi beosztásban szolgált, utána a Tolna megyei Állami Erdőgazdaság (Tamási) főmérnöki teendőit látta el. 1957-ben tér vissza Sopronba. Előbb a Dunántúli Erdővédelmi Állomás vezetője, majd az Erdészeti Tudományos Intézet (ERTI) munkatársa volt 1963-ig. Ugyanebben az évben az Erdészeti és Faipari Egyetemen egyetemi docenssé nevezték ki az Erdőműveléstani Tanszékre, ahol feladata – Prof. dr. Roth Gyulát követve – a vadászat és vadgazdálkodás oktatása lett. Az 1969 januárjában felállított Vadgazdálkodási Tanszék alapító vezetőjévé nevezték ki. 1979-ben vonult nyugállományba, de ezen időszakon túl is aktívan részt vett a tanszék és a szakma tudományos közéletében. Életének 95. évében, 2007. július 24-én Sopronban hunyt el.

## Munkássága
Tudományos munkásságot az 1950-es évek elejétől fejtett ki, illetve ebben az időben kezdte meg szakirodalmi tevékenységét. Érdeklődése előbb az erdőművelés és a vadgazdálkodás kapcsolataira szorítkozott, majd később a vad környezetének, a vadgazdálkodás természeti adottságai vizsgálatának, az erdők vadeltartó értékének, valamint a vadkárok kérdésének területére terjedt ki. Kutatási eredményeit, megállapításait több mint száz tudományos közleményben, könyvben és szakcikkben dolgozta fel, illetve közölte. Ezek közül több külföldön, illetve idegen nyelven is megjelent. Jelentős szépirodalmi munkássága is. Kutatási eredményeiből 1961-ben „Erdeink vadeltartó képessége és a vadkárok megelőzése” címmel kandidátusi értekezést írt, amelynek megvédése alapján 1962-ben elnyerte a mezőgazdasági tudomány (erdészet) kandidátusa fokozatot, elsőként a vadgazdálkodás tudományterületén.
Kutatási eredményeit a hazai gyakorlat átvette és külföldön is érdeklődésre találtak, így elsősorban az erdők vadeltartó képesség megállapításának módszere vált általánossá a táji vadgazdálkodási tervek irányelveinek kidolgozása során, illetve a vadgazdálkodás természeti adottságainak feltárása és fejlesztése területén. Az erdőgazdasági vadkárok biológiai úton történő megelőzésének és a vad racionális tartásának lehetőségét is átvette a gyakorlat és több erdőgazdaság területén kialakult ennek helyhez adaptált hatékony módszere. Az ún. sarjaztatott vadlegelők kialakításának, a vadbúvók és egyéb, a vadgazdálkodást, tágabb értelemben a vadon élő állatvilág fenntartását szolgáló erdőrészletek és objektumok kijelölésének, üzemtervben való előírásának szükségessége is az 1960-as évek végén megújított erdőgazdasági üzemtervek elkészítése során gyakorlattá vált. Különösen így volt ez a kiemelt rendeltetésű erdő- és vadgazdaságok, de más erdőgazdaságok területén is.
Oktatói tevékenysége során is elsősorban a kutatási eredményei alapján kialakult vezérfonalat követte és a vadgazdálkodást, mint az erdész (és a mezőgazdász) sokoldalú biológiai és ökonómiai ismeretét szintetizáló, sajátos feladatnak tekintette. Ezzel a gondolati megközelítéssel megalapozta az azóta „Soproni Iskolának” nevezett teoretikus és gyakorlati rendszert, amely – a kor ismereteihez igazodva – él mind a mai napig.
A Magyar Vadászok Országos Szövetsége felkérésére az Erdészeti és Faipari Egyetem Vadgazdálkodási Tanszékén szervezett, kétéves levelező formájú felsőfokú vadgazdálkodási tanfolyam hallgatói is hasonló szellemű és koncepciójú képzést kaptak. Az 1969-1976 között folytatott képzés az első önálló felsőfokú vadgazdálkodási oktatás volt Magyarországon. Ez is Bencze Professzor nevéhez és Sopronhoz köthető.
Aktív oktatói időszakában számos külföldi és hazai kutatóintézettel és egyetemmel tartott fenn kapcsolatokat, ami francia, német, cseh, szlovák és orosz tudására is visszavezethető. Részt vett több külföldi tudományos konferencián, így 1959-ben a varsói nemzetközi erdővédelmi, 1961-ben a berlini toxikológiai, 1965-ben a lipcsei fásítási és a jugoszláviai vadbiológiai konferencián, 1967-ben a zólyomi erdővédelmi tudományos szimpóziumon, valamint több hazai tudományos konferencián és rendezvényen, ahol előadásokat is tartott. Több külföldi tanulmányúton vett részt Lengyelországban, Csehszlovákiában, a Németh Demokratikus Köztársaságban, Ausztriában, Jugoszláviában, Romániában. Előbb 1969-ben, Franciaországban, majd az 1970-es évek közepén az USA-ban is tanulmányozta a vadgazdálkodás és a vadon élő állatvilág fenntartásával kapcsolatos kutatási, oktatási és természetvédelmi tevékenységet. Abban az időben, amikor alig lehetett külföldre, különösen nyugatra utazni, Bencze Professzor volt a magyar, a soproni tudomány egyik követe Európában és a nagyvilágban, elvíve hazája és városa hírnevét. Az ott szerzett tapasztalatokat saját kutatói és oktatói munkában hasznosította, illetve részben publikálta.
Nemzetközi és hazai ismertségének köszönhetően a „Vadászati Világkiállítás, Budapest 1971” Tudományos Rendezvényei Szakbizottságának elnöki és szervező teendőit végezte, továbbá tagja volt a kiállítás főbizottságának és három más szakbizottságnak.
A Magyar Vadászok Országos Szövetsége Központi Intéző Bizottságának, valamint Oktatási és Propaganda Bizottságának is tagja volt. Alapító és kezdeményező tagja volt az Országos Erdészeti Egyesület Vadgazdálkodási Szakbizottságának, valamint az Országos Vadgazdálkodási Tanácsnak, az Erdészeti Kutató Intézetek Nemzetközi Szövetsége (IUFRO) 26. szekciójának (Vadgazdálkodás és üdülés), továbbá az MTA Erdészeti Bizottságának is.
Munkáját a Mezőgazdaság Kiváló Dolgozója (1971), Munka Érdemrend bronz fokozata (1980), Nimród Emlékérem (1981), Hubertusz Kereszt Arany Fokozata (1994), a Magyar Nemzeti Vadászrend (1998) kitüntetésekkel ismerték el.
A Nyugat-magyarországi Egyetem jogelődje az Erdészeti és Faipari Egyetem az intézmény által adományozható legmagasabb kitüntetéssel a tiszteletbeli doktori, doctor honoris causa címmel ismerte el Bencze professzor iskolateremtő, nemzetközi jelentőségű oktató és kutatómunkáját. Emellett 1989-ben arany-, 1999-ben gyémánt-, 2004-ben pedig vasdiplomával tüntették ki.

## Művei
- Balsay, M., Bencze, L., Csontos, G. és Danszky, I. (1972): Fatermesztési-vadgazdálkodási kettős célú erdők. 332–360. oldal. In: Danszky, I. (szerk.) Erdőművelés. I. Mezőgazdasági Kiadó, Budapest
- Bencze, L. (1955): Vadgazdaságtan. Mezőgazdasági Kiadó, Budapest. 191. o.
- Bencze, L. (1960): Erdőgazdasági vadkárok és a vadkárelhárítás helyzete. Az erdő, 9: 161–165
- Bencze, L. (1961): Tápanyagvizsgálatok erdeink vadeltartóképességével kapcsolatban. Az erdő, 10: 139–144
- Bencze, L. (1961): A vadállomány és a környezet kapcsolatai. Mezőgazdasági Kiadó, Budapest, 123. o.
- Bencze, L. (1962): A kemizálás és gépesítés alkalmazásának módszerei a hasznos vadállomány védelmével kapcsolatban. TIT Agrártudományi Szakosztály, Budapest, 16. o.
- Bencze, L. (1962): A növényvédőszerek veszélyessége a vadállományra és egyéb állatvilágra. Az erdő, 11: 187–189
- Bencze, L. (1963): Tapasztalatok a vad téli takarmányozásával kapcsolatban. Az erdő, 12: 417–423
- Bencze, L. (1967): Balesetelhárítás a vadgazdálkodásban. Mezőgazdasági Kiadó, Budapest. 107. o.
- Bencze, L. (1971): A vadászati oktatás múltja és jelene. 553–560. oldal in: Sárkány, P. és Vallus, P. (szerk.) A vadászat kézikönyve. Mezőgazdasági Kiadó, Budapest
- Bencze, L. (1972): Vadgazdálkodásunk természeti adottságai. Mezőgazdasági Kiadó, Budapest, 235. o.
- Bencze, L. (1976): Apróvad-gazdálkodásunkról. Nimród Fórum (12): 93–96
- Bencze, L. (1977): Szarvasállományunk népességének és területi megoszlásának általános kérdései. Nimród Fórum (Szeptember): 16–19
- Bencze, L. (1978): A vadkárok és a vad táplálkozásának néhány kérdése. Vadbiológiai Kutatás (Nimród Fórum, 1978. szeptember), 22: 25–27
- Bencze, L. (1979): A vadállomány fenntartásának lehetőségei. A vadászati ökológia alapjai. Akadémiai Kiadó, Budapest. 250. o.
- Bencze, L. (1979): A vadgazdálkodás fejlesztésének feltételei és lehetőségei. Vadbiológiai Kutatás (Nimród Fórum, 1979. szeptember), 24: 3–6
- Bencze, L. (1980): A vadeltartóképesség feltáratlan forrásai. Vadbiológiai Kutatás (Nimród Fórum, 1980. március), 25: 25–27
- Bencze, L. (1982): A nyírfajdról – nyíltan. Nimród Fórum: 21–22 (1982. június)
- Bencze, L. (1983): Az erdők szerepe a szarvasállomány táplálékigényének kielégítésében. Az Erdészeti és Faipari Egyetem Közleményei, 1983: 199–204
- Bencze, L. (1991): Geschichte des Unterrichtes und der Forschung im Bereich der Jagdkunde. 10–16. oldal in: Csányi, S. és Ernhaft, J. (szerk.) Transactions of the XXth Congress of the International Union of Game Biologists, Gödöllő, Hungary, August 21–26
- Bencze, L. (1995): A vadászatról nem csak vadászoknak. TerraPrint, Budapest. 282. o.
- Bencze, L. (2004): A tudás bölcsőjénél. Vadgazdálkodási Intézet, Sopron. 267. o.
- Bencze, L. és Dániel, I. (szerk.) (1975): Vadászati alapismeretek (A vadászvizsga anyaga). Mezőgazdasági Kiadó, Budapest, 223. o.
- Bencze, L. és Fatalin, G. (1980): Szarvas tájvédelmi körzetek kialakításának lehetőségei a Dunántúlon. Vadbiológiai Kutatás (Nimród Fórum, 1980. szeptember), 26: 9–10
- Bencze, L., Haurer, L. és Szederjei, Á. (1962): Vadkár elhárítási útmutató. Országos Erdészeti Főigazgatóság, Budapest. 64. o.
- Bencze, L., Hőnich, M. és Sugár, L. (1974): Vadászati balesetelhárítás és egészségvédelmi ismeretek. MÉM, Budapest. 35. o.